# Корома, Эрнест Бей
Эрнест Бей Корома (англ. Ernest Bai Koroma; род. 2 октября 1953, Макени) — четвёртый президент Сьерра-Леоне, находился в должности с 17 сентября 2007 по 4 апреля 2018 года. Лидер партии «Всенародный конгресс» с 2002 года.

## Биография
Эрнест Корома родился в Макени, округ Бомбали, на территории британского протектората Сьерра-Леоне. Он был старшим из семи детей в семье. Отец Эрнеста, Силванус Корома, родился и вырос в вождестве Макари Гбанти, работал школьным учителем при веслианском храме в Макени. Мать, Элис Корома, родом из города Камабай, в 1960-х годах работала в городском совете Макени. Позднее также работала учительницей в начальной школе.
В 1976 году Корома окончил колледж Фура-Бей после чего работал учителем в школе Сент-Френсис. В 1978 году поступил на работу в Национальную страховую компанию Сьерра-Леоне. В 1985 году перешёл оттуда в страховую компанию «Риткорп», где в 1988 году занял пост управляющего директора. На этой должности он проработал до 2002 года, а затем начал политическую карьеру.
В 2002 году был избран лидером партии «Всенародный конгресс» и выдвинут кандидатом на выборах президента. По итогам голосования Эрнест Корома занял второе место после действующего главы государства Ахмада Кабба, набрав 22,4 % голосов. На парламентских выборах в том же году его партия также заняла второе место, получив 27 мест в парламенте.
В 2005 году был избран лидером парламентского меньшинства и занимал этот пост до президентских выборов 2007 года. 23 июля 2007 года в Бо, где были сильны позиции правящей «Народной партии Сьерра-Леоне», группа вооружённых людей во главе с Томом Ньюма предприняла попытку покушению на Эрнеста Корому, предотвращённую охраной. В первом раунде президентских выборов 11 августа Корома опередил действующего вице-президента страны Соломона Берева, набрав 44,3 % голосов. Во втором туре, состоявшемся 8 сентября, за него проголосовало 54,62 % избирателей. 17 сентября Национальная избирательная комиссия официально объявила Эрнеста Корому победителем выборов, несмотря на попытки представителей «Народной партии» опротестовать их итоги.
На церемонии инаугурации он заявил, что приоритетной целью на посту президента для него будет борьба с коррупцией, нищетой и последствиями гражданской войны. Корреспондент BBC отдельно отмечал, что перед церемонией в стране не нашлось достаточного количества вертолётов и автомобилей представительского класса, которые пришлось заимствовать у ООН и соседних стран. В сентябре 2008 года Корома стал первым президентом в истории страны, предоставившим данные о своих доходах и собственности в Комиссию по борьбе с коррупцией. Также при нём были привлечены существенные инвестиции в горнодобывающую промышленность, в основном со стороны китайских компаний. При финансовой поддержке ООН была проведена реформа здравоохранения. Критики отмечали, что несмотря на заявления о абсолютной неприемлемости коррупции, существенная часть денег, выделенных на борьбу с лихорадкой Эбола, была потрачена не по назначению.
На президентских выборах в 2012 году Корома был переизбран на второй срок, набрав 58,65 % голосов.
Осенью 2013 года президент Корома подвергся критике после ареста нескольких журналистов, негативно отзывавшихся о нём в статьях, посвящённых расследованию растраты денег, выделенных на борьбу с Эболой. Представители оппозиции заявили, что поводом для ареста стала критика президента. Корома отверг эти обвинения. Журналисты позднее были освобождены.
На президентских выборах в 2018 году Корома не имел возможности баллотироваться из-за конституционных ограничений. Победу одержал представитель оппозиции Джулиус Био, набравший 51,8 % голосов.
В декабре 2023 года Эрнест Бэй Корома был помещен под домашний арест после двухдневного допроса после событий, произошедших 26 ноября 2023 года во время демонстраций, которые власти Сьерра-Леоне охарактеризовали как попытку государственного переворота..